# Československo-jugoslávské vztahy
Československo a Jugoslávie udržovaly po celou dobu své existence vzájemné vztahy.

## Historický vývoj

### Vznik obou států
Jak Československo, tak i Jugoslávie (Království Srbů, Chorvatů a Slovinců), vznikly po první světové válce společně se zánikem Rakousko-Uherska. Vyhlášení nezávislosti obou států se odehrálo jen několik dní po sobě (28. října, resp. 1. listopadu).
Díky existenci Habsburské monarchie sdílely obě nové země bohatou tradici hospodářské, kulturní, ale i politické spolupráce. České země byly často navštěvovány studenty z Chorvatska a Bosny a Hercegoviny. Čeští průmyslníci zase zakládali v jižních okrajových částech mocnářství nové podniky a pomáhali rozvoji kraje. Obrozenecké procesy mezi jednotlivými zeměmi byly provázány společnými kontakty. Sám Tomáš Garrigue Masaryk byl velkým stoupencem jednoty Srbů a Chorvatů, kterou politicky podporoval ještě před první světovou válkou.
Dne 1. června 1919 bylo zřízeno československé vyslanectví v Bělehradě. O něco později pak v Praze otevřela balkánská země i své vyslanectví. Prvním jugoslávským zástupcem v Praze se stal Ivan Hribar; jeho působení v Československu schválila vláda již v lednu 1919. První československý vyslanec v Bělehradě, Antonin Kalina, získal souhlas jugoslávského království v březnu téhož roku.
První mezistátní smlouva o dočasné úpravě obchodních styků byla uzavřena 18. září 1920 a brzy následovaly různé další dohody.

### Meziválečné období

#### Uzavření Malé dohody

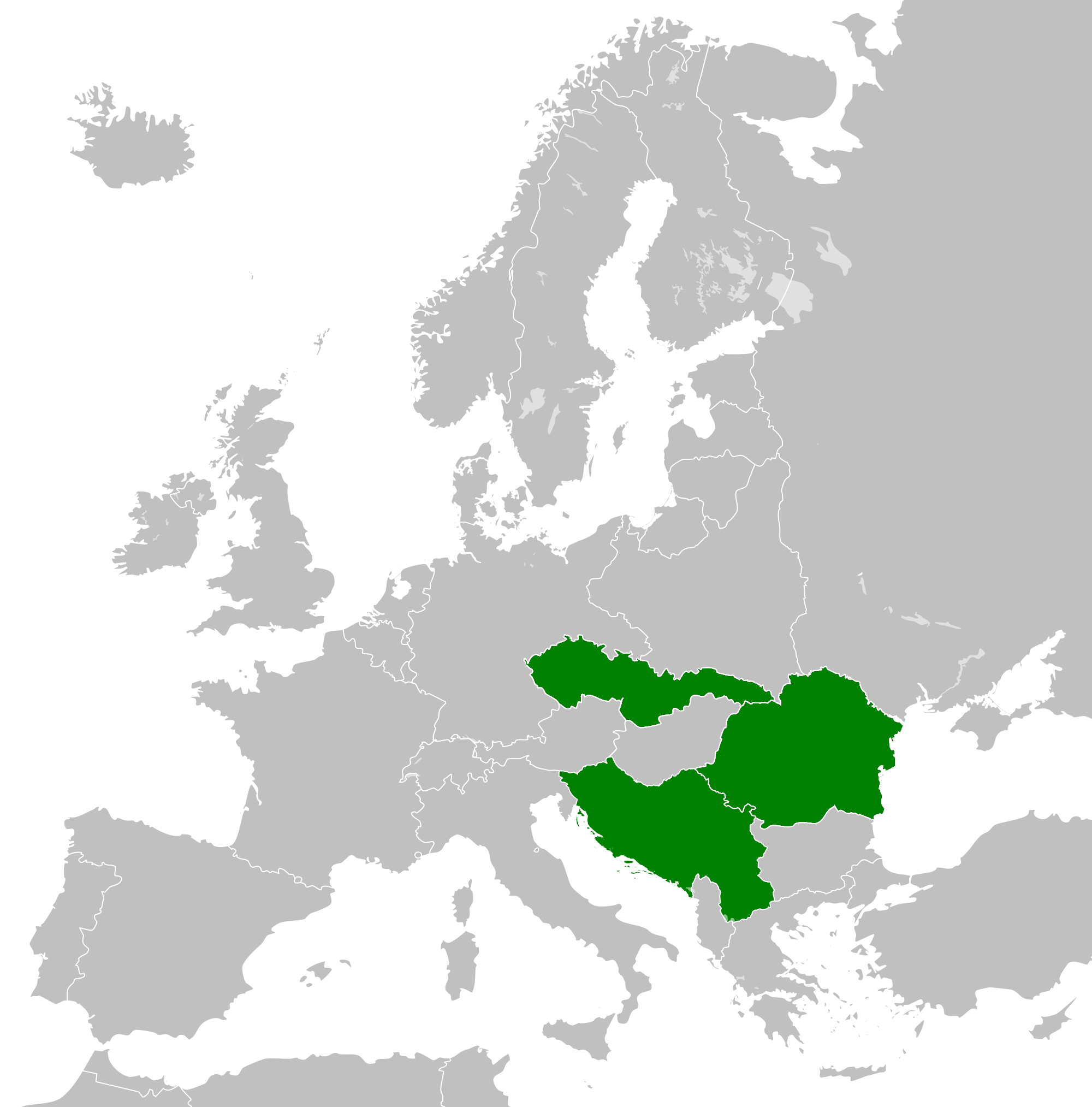
Československo, Rumunsko a Jugoslávie - státy tzv. "Malé Dohody".

31. srpna 1922 uzavřelo Československo s Jugoslávií spojeneckou smlouvu. Nedlouho předtím obdobné smlouvy uzavřelo také s Rumunskem.
Obchodní výměna byla mezi oběma zeměmi nemalá. Po celé Jugoslávii vznikaly továrny a provozovny společnosti Jugočeška, která se vzájemné výměně věnovala. I další firmy expandovaly na jih. V roce 1932 postavila ve vesnici Borovo u Vukovaru (na území dnešního Chorvatska) svojí továrnu také společnost Baťa. První nákladní automobily, které byly v Jugoslávii vyrobeny, vycházely koncepčně z automobilů značky Praga.
Československo dodávalo do Jugoslávie velké množství zbraní, a to hlavně ze strategických důvodů (vojenští spojenci by měli mít jednotnou výzbroj). Řada z těchto zbraní byla nasazena během druhé světové války do boje na straně jugoslávských partyzánů. Významnými vývozci byly např. Škodovy závody, nebo brněnská Zbrojovka. Etabloval se také podnik ČKD. V opačném směru dodávala Jugoslávie Československu obilí, ale také tabák a rudy.

#### Diktatura z 6. ledna
Po střelbě v budově národní skupštiny se král Alexandr rozhodl upravit poměry vlastními rozhodnutími, zlikvidovat tehdejší politickou reprezentaci a zavést v zemi stabilitu silou. Začala být sjednocována legislativa, která platila v různých částech země různá, bylo uskutečněno nové členění státu. Byly však také zrušeny četné svobody, včetně například listovního tajemství.
Pro československé představitele znamenala prudká změna na jugoslávské politické scéně značné dilema. Na jednu stranu Československo podporovalo demokracii, na stranu druhou však byly klíčové přátelské vztahy s jedním z mála spojenců v regionu. Situaci, jak se vlastně Praha zachová, nakonec rozetnul Edvard Beneš poté, kdy záležitost označil za nezbytný krok na jugoslávské domácí politické scéně, který nebude mít v zahraničí žádné dopady.[zdroj?] Nová jugoslávská vláda ústy premiéra Petra Živkoviće Benešovi poděkovala a potvrdila, že se na vzájemných vztazích nic s převratem nezměnilo.
Podpora nové vládě, která ležela v krku chorvatským představitelům, však vedla k ochladnutím vztahů mezi Chorvaty a Československem. Tuto situaci nesla Praha nelibě, nicméně v zájmu udržení dobrých vztahů s králem s ní nemohla nic dělat. Jediným, kdo kritizoval jugoslávskou monarchii, byli komunisté prostřednictvím novin Rudé právo, eventuálně dalších časopisů. Králův režim označovali za fašistický. Nemohli se nicméně především smířit s tím, že Komunistická strana Jugoslávie musela působit již po řadu let v ilegalitě.
Jugoslávský tisk si všímal některých událostí v Československu, ať už to byly svatováclavské oslavy v roce 1929, nebo především proces s Vojtechem Tukou v témže roce. Tuka představoval pro Jugoslávce maďarskou rozpínavost a revanšismus obecně, a tak sledovaly jugoslávské noviny (především chorvatské) situaci velmi podrobně.

#### Atentát na krále Alexandra
Sama návštěva krále Alexandra I. v Marseille byla intenzivně sledována francouzskými médii. Skutečnost, že však byla hlava státu zavražděna makedonskými extremisty, byla v Československu přijata se značným zděšením. Noviny se těmto zprávám věnovaly několik dní; projevy soustrasti převážily nad předchozími pochybami o tom, zdali bylo královo rozhodnutí převzít moc v zemi silou správné.

#### Druhá polovina 30. let

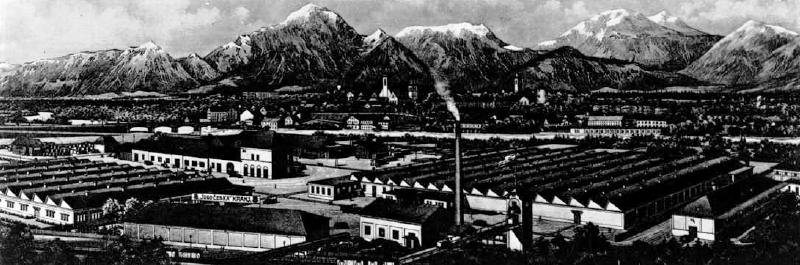
Továrna společnosti Jugočeška ve městě Kranj v Jugoslávii.

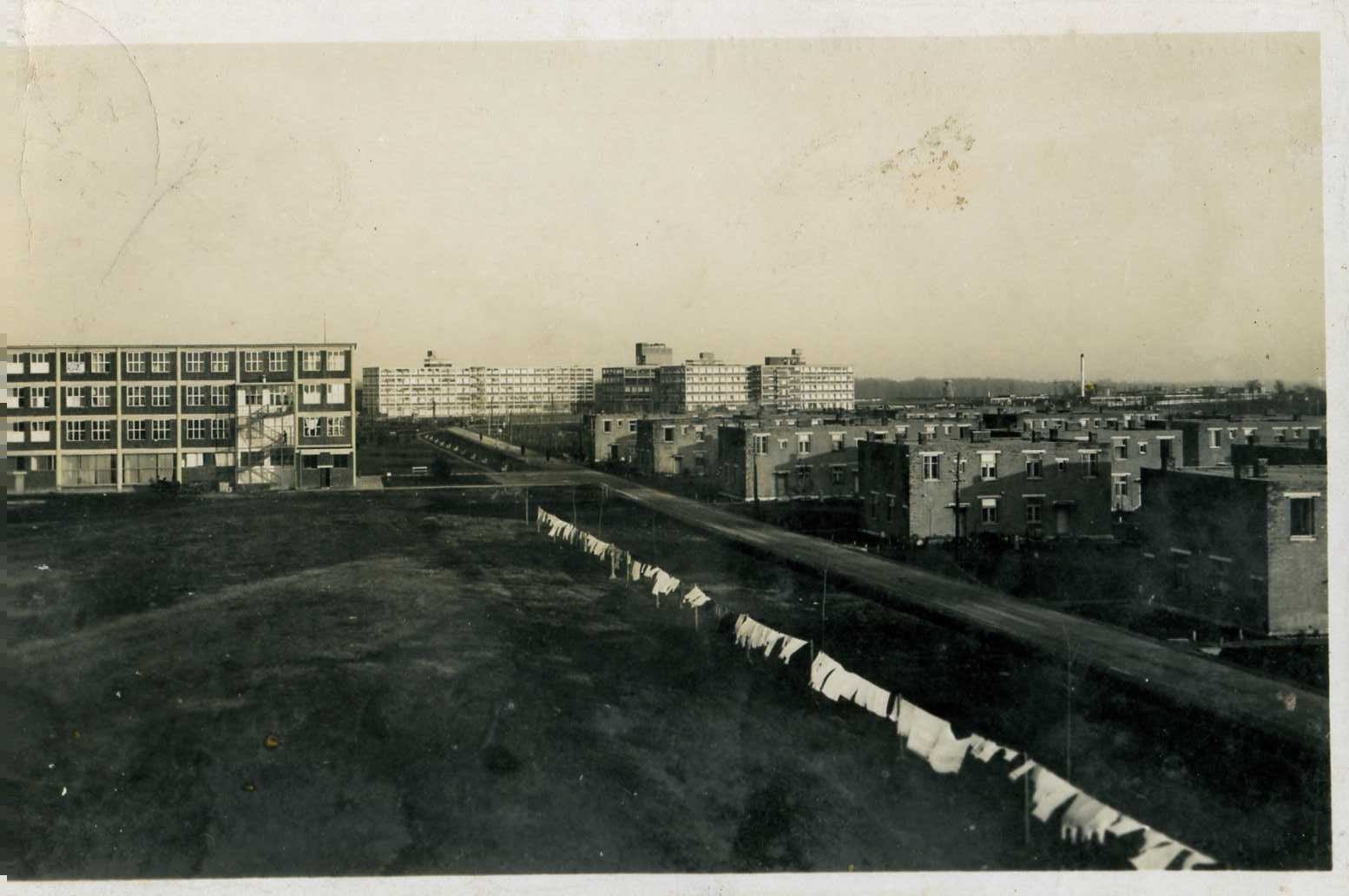
Továrna společnosti Baťa v Borově Selu u Vukovaru v Jugoslávii.

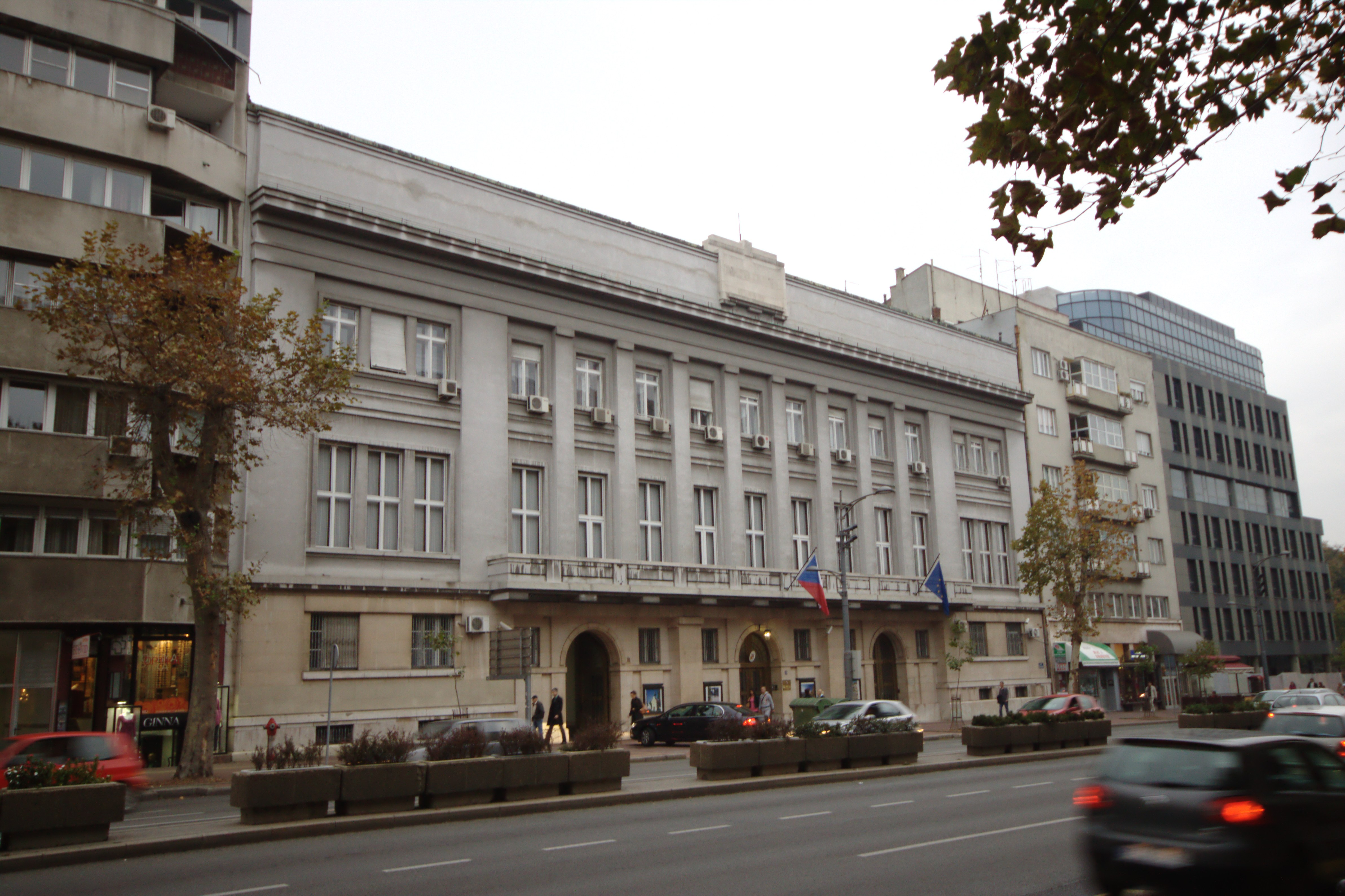
Budova československé ambasády (dnes české) v Bělehradě

Přestože československá vláda vždy usilovala o přátelské vztahy s Jugoslávií, 30. léta znamenala jistý zvrat. V závěru dekády byla Malá Dohoda prakticky mrtvá a jugoslávská monarchie se rozhodla směřovat, byť opatrně, k silám Osy. Představitelem tohoto proudu byl například premiér Milan Stojadinović, který inicioval přátelské vztahy s Německem a Bulharskem, byť si všechny země činily již tradičně územní nároky na Jugoslávii. Německá strana se snažila apelovat na Jugoslávii s odůvodněním, že po uzavření československo-sovětské spojenecké smlouvy by měla balkánská země přehodnotit svojí spojeneckou politiku. Skutečností totiž zůstávalo, že vztahy Království Jugoslávie se SSSR byly velmi chladné až do druhé světové války.
Ekonomický význam Německa v obchodu s Jugoslávií následně rostl. V roce 1936 získaly zakázku na výstavbu oceláren v bosenském městě Zenica kruppovy koncerny, a odstrčily tak konkurenční Škodovy závody. V roce 1937 se Jugoslávie podílela na celkovém obratu československého zahraničního obchodu 4,4 %. (5 % na vývozu, 3,7 % na dovozu). Úspěšněji se rozvíjela mezi Československem a Jugoslávií spolupráce v oblasti turistiky. V roce 1938 balkánskou zemi navštívilo na několik desítek tisíc československých turistů. V roce 1937 byla dokonce zřízena přímá letecká linka mezi Prahou a Dubrovníkem.

#### Mnichovská dohoda a rozbití Československa
Veřejnost balkánského státu byla zaměřena protifašisticky a protiněmecky. Ostře odsoudila Mnichovskou dohodu. Premiér Stojadinović však viděl situaci jinak; za viníka Mnichovské dohody považoval Beneše, který souhlasil s plánem odstoupení pohraničí a který tím nepřímo Malou dohodu zlikvidoval sám. Řada jugoslávských občanů, kteří v tu dobu pobývali v Československu se nicméně hlásila v atmosféře československé mobilizace do boje za svého slovanského spojence. Spolu se svými kolegy doma se jednalo o zhruba 60 000 lidí.[zdroj?] Provolávali hesla jako Branićemo Češku (Budeme bránit Česko) a Živio Beneš (Ať žije Beneš).
Jugoslávská veřejnost odsoudila i okupaci Čech a Moravy v březnu 1939. Oficiální přistoupení země k Ose skončilo převratem a vstupem Jugoslávie do války na straně Spojenců.

### Po skončení druhé světové války

#### Nástup komunistů k moci
V květnu 1945 obnovila činnost obě vyslanectví (v Praze a v Bělehradě). Přátelské vztahy zemí, které spojovala nenávist k fašismu, se projevila hned po obnovení společných vztahů. Na základě mezistátních dohod byla obě vyslanectví povýšena 13. dubna 1946 na velvyslanectví. Dále byly zřízeny konzulární úřady (v Bratislavě jugoslávský a v Záhřebu československý).
Svojí činnost rovněž i zahájil Svaz přátel Titovy Jugoslávie'.
Už dne 28. června 1945 přicestoval jugoslávský velvyslanec Darko Černej do Prahy. Jeho výprava, jejímž cílem bylo především získat spojence pro válkou zničenou balkánskou zemi, byla v Praze přijata přátelsky. Na podzim 1945 byla mezi oběma zeměmi uzavřena první hospodářská smlouva. Rozdíly mezi mírou poškození infrastruktury obou zemí byly totiž značné. V Československu válka probíhala jen krátce; zaostalá Jugoslávie byla zato frontovým bojištěm partyzánského boje po dlouhé čtyři roky.
V březnu 1946 navštívil Prahu jugoslávský premiér a partyzánský vůdce Josip Broz Tito. Byl společným hostem československého prezidenta Edvarda Beneše a vlády. Do Prahy přicestoval vlakem spolu se svými spolupracovníky Milovanem Đilasem, Vladislavem Ribnikarem a Vladimírem Velebitem. Tehdejší československá média sledovala návštěvu se zájmem a nadšením; očekávalo se brzké uzavření spojenecké smlouvy mezi Jugoslávií a Československem a navázání na dobrou tradici meziválečné spolupráce. Zájem o Titovu návštěvu měli nicméně především českoslovenští komunisté. Rudé právo informovalo nejobšírněji a zveřejnilo dokonce i řadu oslavných básní o Titovi.
Dne 9. května byla mezi Prahou a Bělehradem uzavřena smlouva o vzájemném přátelství a pomoci. Obdobné smlouvy byly uzavírány mezi všemi východoevropskými zeměmi.
Plány vřelé hospodářské spolupráce se podařilo v prvních poválečných letech naplnit. V jugoslávském zahraničním obchodě zaujalo Československo první místo. Dovoz z balkánské země se naopak soustředil na zemědělské výrobky (61,3 % dovozu), suroviny a polotovary (31 % dovozu) a spotřební zboží (okolo 7 %). Zpět Československo posílalo průmyslové stroje (kterých se Jugoslávii nedostávalo), paliva (hlavně uhlí), a pomáhalo s obnovou průmyslu. Jugoslávská vláda poslala do Rumunska, Československa i Albánie v roce 1946 navíc 17 000 tun vlastního obilí, a to i za cenu, že jej doma nebude dost. Cílem však bylo pomoci přátelským zemím s katastrofálním suchem. Českoslovenští experti pomáhali v rozvoji země na velkých projektech, které se budovaly po celé Jugoslávii. Připravili první urbanistický plán města Sarajeva a vyprojektovali a dohlíželi na výstavbu místního hlavního nádraží.

#### Roztržka s Informbyrem
Rok 1948 znamenal pro Východní blok významný politický zvrat. Vztahy mezi Sovětským svazem a Jugoslávií značně ochladly, především po ukončení pobytu sovětských poradců na území balkánského státu a po avizovaných Titových ambicích stanout v čele balkánské federace, kterou by Jugoslávie vedla. Vzájemné styky mezi Československem a Jugoslávií zůstaly zachovány, nicméně vzájemná obchodní výměna mezi lety 1950–1954 takřka neprobíhala. Bělehrad opustil československý velvyslanec a úřad řídil pouze chargé d' affaires.
Československo sledovalo bedlivě politický střet pro-stalinské a protitovské části jugoslávské komunistické strany. Poskytlo následně azyl těm komunistům, kteří kritizovali Tita a byli loajální Stalinovi. Československý tisk po únoru 1948 ovládli komunisté a kritici Josipa Broze z jeho vlasti byli více než vhodní. V čele se Slobodanem Ivanovićem vydávali v Praze deník Nova Borba.
Českoslovenští komunisté vystavili jugoslávské občany, kteří pobývali na československém území, silnému tlaku. Řada z nich v Praze studovala (ať už na vysokých školách, nebo se jednalo o dělníky, kteří byli na školení v československých závodech). Byly šířeny různé zprávy o ničení památníků Rudé armády v Jugoslávii, nástupu fašismu v zemi, vlivu zahraničního (západního) kapitálu, zotročování domácího obyvatelstva, o útocích na osobu Josifa Stalina. Zvlášť značnou pozornost věnovaly československé noviny Aleksandru Rankovićovi, šéfovi jugoslávské tajné policie. Rudolf Slánský veřejně označil jen několik měsíců před svým vlastním koncem balkánskou zemi jako „kolonii anglo-amerických imperialistů“, Bělehrad jako „centrum západní špionáže a antikomunistické propagandy“.
Jugoslávská média na tyto výpady nereagovala a všímala si veškerých změn v československé politice i hospodářství, které se nějakým způsobem přibližovaly k decentralizaci a především jugoslávské aplikaci socialismu.

#### Normalizace vztahů
Zlepšování vztahů mezi Jugoslávií a SSSR začalo v roce 1953. O rok později začali na úřadech v Praze a v Bělehradě působit opět velvyslanci obou zemí.
Jugoslávští a sovětští představitelé podepsali v roce 1955 deklaraci o normalizaci vztahů, která měla ukončit vzájemné výpady a zahájit spolupráci balkánské země s východním blokem, včetně Československa. Následně se proto také uklidnil již několik let trvající štvavý tón československých médií.
Československý vývoz v roce 1956 do Jugoslávie dosahoval sotva 25 % vývozu v roce 1948. Na původní hodnoty se obchodní spolupráce dostala až v první polovině 60. let. Obchodní smlouva, kterou obě země uzavřely v roce 1928, však byla i po válce ještě v platnosti. K ní byla uzavřena dodatková dohoda v roce 1948. Roku 1955 byla mezi oběma zeměmi podepsána nová obchodní dohoda definující vzájemný obchod na léta 1956 – 1960.
Zlepšení vztahů rovněž otevřelo možnosti v oblasti turistiky. Československým turistům byly opět nabízeny zájezdy na jaderské pobřeží, neboť kancelář ČEDOK mohla navázat vztahy se svými jugoslávskými partnery, jako byli např. Turist-Expres a Putnik Zagreb.
V roce 1964 uzavřela Jugoslávie dohodu s RVHP, což vedlo k nárůstu objemu obchodu mezi SFRJ a východním blokem, včetně Československa. V témže roce navštívil Jugoslávii československý prezident Antonín Novotný. O rok později přicestovala do Prahy jugoslávská hlava státu, Josip Broz Tito.
Roku 1964 byla ještě také uzavřena dohoda o platebním styku a smlouva o právní pomoci ve věcech občanských, rodinných a trestních mezi ČSSR a SFRJ.

#### Pražské jaro
Období liberalizace v druhé polovině 60. let znamenalo pro československé komunisty možnost blíže se seznámit s jugoslávským ekonomickým i politickým modelem. Ten ušel od roku 1950, kdy byl přijat Zákon o dělnických samosprávách, značnou cestu. Jugoslávský model přitom považovali za klíčový pro hospodářskou i politickou reformu.[zdroj?] Do Prahy přicestoval jen několik měsíců před sovětskou invazí hlavní jugoslávský ideolog, Edvard Kardelj, který byl přátelsky přivítán. Jugoslávie vnímala změny, které byly přijaty v Praze na lednovém plenárním zasedání Ústředního výboru KSČ, za pozitivní a poskytovala jim plnou podporu.
Rovněž byla zahájena i iniciativa za obnovu Společnosti československo-jugoslávského přátelství, která skončila s roztržkou v roce 1949. Činnost organizace byla nakrátko obnovena v roce 1969.
Nedlouho před invazí sílily z východního bloku zprávy, že je socialismus v ČSSR ohrožen. Josip Broz Tito, který vnímal pražský proces jako obecnou demokratizaci socialistického státu s potenciálem rozšířit se do dalších zemí, však byl jiného názoru. Jugoslávské komunistické vedení vysvětlilo svojí podporu pražským komunistům dopisem, ve kterém shrnulo dřívější výsledky jednání mezi Titem a Brežněvem. Ve dnech 9. až 11. srpna pak Tito ještě jednou navštívil Československo, aby vyjádřil solidaritu nastolenému kurzu a uklidnil obavy z možné vojenské intervence.
Samotná invaze vyvolala u jugoslávské veřejnosti i politických představitelů zděšení. Na dvě stě tisíc lidí se v Jugoslávii chtělo zapojit do pomoci Československu proti SSSR.
Josip Broz Tito invazi odsoudil. Svaz komunistů Jugoslávie ji považoval za porušení suverenity socialistického státu a jeho teritoriální integrity. Čtyři českoslovenští ministři (Šik, Hájek, Vlasák, Gašparík) byli v okamžiku vojenského obsazení země právě paradoxně v Jugoslávii a v Bělehradě ostře vystoupili proti Sovětskému svazu. I jugoslávská média vystoupila rozhodně proti SSSR. V řadě jugoslávských měst se uskutečnily demonstrace na podporu Československu. Odpor trval v novinách asi měsíc; jakmile jugoslávští představitelé zjistili, že se západní země nehodlají vměšovat do záležitostí v ČSSR, považovaly nově uzavřenou smlouvu mezi ČSSR a SSSR již jen za záležitost československé vlády.
Představitelé KSČ se rozhodli nevyslat delegaci na sjezd SKJ v březnu 1969, což vyvolalo odsouzení československé veřejnosti a vlnu solidarity s Jugoslávií.[zdroj?]
Jugoslávští komunisté se, vědomi si svého ideového odklonu od Sovětského svazu, dlouhodobě obávali invaze z východu. Šetřením bylo v Jugoslávské lidové armádě odhaleno, že by sovětské tanky dokázaly v roce 1968 dosáhnout Rijeku (nejzápadnější přístav) do čtyř dnů. Československá lidová armáda měla vybavení ne nepodobné tomu, kterým disponovala JLA a skutečnost, že Sověti zvládli invazi v podstatě za noc, byla znepokojující. Navíc panovala obava, že by byl Bělehrad ze své podpory Pražského jara po invazi obviněn z vměšování se do záležitostí cizího socialistického státu, což byla politická linie, kterou sami jugoslávští komunisté odsuzovali, především z obav ze strany Sovětů.
Vzájemné vztahy pak byly mezi oběma zeměmi relativně zhoršené až do přelomu let 1969-1970. Společná obchodní výměna s ČSSR byla však pro Bělehrad velice důležitá, a tak se jugoslávští představitelé zdrželi všemožných kroků, které by ji mohly ohrozit. Na začátku 70. let bylo Československo pátým největším obchodním partnerem SFRJ.

#### Období normalizace
Během období normalizace docházelo často k útěkům československých obyvatel do zemí západní Evropy, a vhodnou tranzitní zemí se ukázala být právě Jugoslávie. Představitelé ČSSR se několikrát pokoušeli své jugoslávské kolegy upozornit na nepřijatelnost propustnosti hranic se zeměmi západního bloku, nicméně neúspěšně.
Ekonomicky se situace v Jugoslávii v 70. a 80. letech zhoršovala. Skutečnost, že technologická úroveň jugoslávských výrobků ve světovém srovnání klesala, a že řada zemí Hnutí nezúčastněných nebyla dostatečně likvidní pro odběr průmyslového zboží ze SFRJ, vedla Bělehrad k závěru nezbytnosti zintenzivnit obchodní výměnu právě s východním blokem, resp. také s Československem. Obdobná byla i situace v Československu, které také trpělo hospodářskou stagnací. Skutečnost, že politická situace se v polovině 70. let dostala v Jugoslávii do podobné situace, jako tomu bylo v Československu (procesy s opozičními silami a vzestup konzervativního přístupu), umožnila lepší hospodářskou spolupráci obou zemí.[zdroj?] V polovině 80. let byla vzájemná obchodní výměna mezi oběma zeměmi příznivější pro Československo, neboť Jugoslávie z ČSSR více dovážela, než vyvážela.
Jugoslávie byla rovněž v 80. letech otevřena řadě československých tvůrců, kteří působili v zahraničí (Václav Havel, Milan Kundera). Tuto skutečnost českoslovenští představitelé kritizovali, nicméně jejich slova nepadla na úrodnou půdu.

#### Pád komunismu
Jugoslávská média věnovala událostem listopadu 1989 v Praze poměrně značnou pozornost. Tu přerušil pouze výbuch metanu v dole v Aleksinci, který se odehrál ve stejný den. V závěru 80. let však byla jugoslávská vnitropolitická situace velmi nestabilní a veškerou pozornost tak museli jednotliví představitelé soustředit na ekonomickou reformu a domácí situaci. Komentování situace v jiných zemích tak nebylo na pořadu dne.